# 侯永
侯永（1922年—），男，直隶（今河北）高阳人，中华人民共和国政治人物，曾任安徽省革命委员会副主任，安徽省人民政府副省长。